# Apple M1
Ne doit pas être confondu avec Apple M1 Max ou Apple M1 Pro.
Pour un article plus général, voir Apple_silicon.
 Apple M2
L'Apple M1 est un système sur une puce (SoC) doté d'un microprocesseur d'architecture ARM 64 bits conçu et développé par Apple. Il est utilisé dans des tablettes, des ordinateurs portables et des ordinateurs de bureau vendus par Apple Inc. Il est annoncé le 10 novembre 2020, et est la première puce à utiliser une architecture ARM dans des ordinateurs Mac,.

## Caractéristiques techniques

### Unité centrale de traitement (CPU)
La puce M1 d'Apple comprend une configuration basée sur huit cœurs. Ces cœurs sont divisés en deux groupes (segments) distincts pour optimiser à la fois les performances et l'efficacité énergétique.  
Le segment haute performance se compose de quatre cœurs capables de traiter des tâches intensives. Chacun des cœurs est doté d'un cache d'instructions de niveau 1 de 192 kilooctets et d'un cache de données de niveau 1 de 128 kilooctets. En complément, ces cœurs partagent une mémoire cache de niveau 2 de 12 mégaoctets. En parallèle, les quatre cœurs du segment à haute efficacité énergétique se chargent des opérations moins exigeantes. Ils possèdent un cache d'instructions de niveau 1 de 128 kilooctets, un cache de données de niveau 1 de 64 kilooctets et une mémoire cache de niveau 2 de 4 mégaoctets partagée entre eux, permettant cette gestion énergétique optimisée. 

### Unité de traitement graphique (GPU)
Intégrée à la puce M1, l'unité de traitement graphique est conçue pour offrir des performances graphiques avancées. 
Selon le modèle de l'appareil, le GPU comprend sept ou huit cœurs. Les iMac de 24 pouces et les MacBook Air équipés de la puce M1 en version de base sont munis d'un GPU à sept cœurs, tandis que les versions supérieures ainsi que les autres modèles M1 comportent un GPU à huit cœurs. Chaque cœur de GPU est subdivisé en 16 unités d'exécution contenant huit unités de traitement arithmétique et logique, totalisant ainsi 128 unités d'exécution par coeur. En termes de capacités de calcul, le GPU peut atteindre une performance maximale de calcul en virgule flottante de 2,6 téraflops, produire jusqu'à 82 gigatexels et 41 gigapixels par seconde.

### Autres caractéristiques techniques
La puce M1 est également équipée d'un processeur neuronal de 16 cœurs, conçu pour exécuter jusqu'à 11 mille milliards d'opérations par seconde, ce qui le rend idéal pour les tâches liées à l'intelligence artificielle. Parmi ses autres fonctionnalités sécuritaires et de traitement des médias, elle comprend une enclave sécurisée, un processeur d'image et un contrôleur pour les connectivités Thunderbolt et USB 4.
En outre, la puce intègre :
- Un accélérateur de traitement pour l'apprentissage automatique (Machine Learning).
- Un contrôleur de stockage pour les SSD.
- 16 milliards de transistors gravés à une précision de 5 nanomètres.
- Une mémoire vive SDRAM LPDDR4X avec des capacités de 8 ou 16 gigaoctets à une fréquence de 4 266 mégahertz.
- Des moteurs d'encodage et de décodage pour les formats de vidéo H.264, HEVC et VP9.

En matière de benchmarks, la puce M1 a démontré des niveaux élevés de performance et d'efficacité selon les tests réalisés avec des logiciels références tels que Geekbench 5 et Cinebench R23, confirmant ainsi sa compétitivité dans le marché des processeurs.

## Produits équipés de l'Apple M1
- MacBook Air 13" (2020)[3]
- MacBook Pro 13" (2020)
- Mac mini (2020)
- iMac 24" (2021)
- iPad Pro 11" (3e génération, 2021)
- iPad Pro 12.9" (5e génération, 2021)
- iPad Air 10.9" (5e génération, 2022)